# 本輪西町
本輪西町（もとわにしちょう）は北海道室蘭市の地名。本輪西町一丁目から五丁目の町がある。住居表示実施済み。郵便番号は050-0065。かつて同名の字が存在した。

## 地理
室蘭市の中央部に位置し、西に幌萌町、北に神代町、東に柏木町，港北町と接し、南に室蘭港と面する。

### 河川
- 準用河川 本輪西川
- 普通河川 奥輪西川
- 普通河川 中幌萌川

### 海洋
- 室蘭港

## 地域の特徴
室蘭市の都市計画マスタープランでは蘭北地域に属する。
南部を国道37号が横断、その南側をJR北海道 室蘭本線が走り、本輪西駅がある。北端を道央自動車道が掠め、上り線の本輪西展望所がある。町域の北東部から南西流する本輪西川が、北西部から南東流する奥輪西川と合流し、南流して室蘭港に注ぐ。町の南西部からは中幌萌川が南東流して室蘭港に注ぐ。南部の一丁目は埋め立て地、その他は丘陵地で谷あいと高台に住宅地を形成する。

一丁目にJR北海道 本輪西駅、二丁目に室蘭警察署 本輪西交番，曹洞宗皓聖寺，曹洞宗輪蔵山西興寺、三丁目に本輪西郵便局，港北保育所，本輪西会館，本輪西八幡神社，真宗大谷派即證寺，浄土真宗本願寺派本光寺、五丁目にすずかけ中央町会会館，曹洞宗大安寺がある。

## 歴史
1925年（大正14年）国鉄長輪線（現室蘭本線）本輪西駅開業。1929年（昭和4年）栗林商会の本輪西埠頭建設により、室蘭第2の貨物集散地となり、港湾労働者の町となった。三丁目には1952年（昭和27年）に開店した室蘭信用金庫 本輪西支店があったが、2022年（令和4年）に中島支店内に移転した。また四丁目には1881年（明治14年）創立の本輪西小学校があったが、2016年（平成28年）3月に閉校、蘭北小学校に統合された。

### 地名の由来
1887年（明治20年）の屯田兵入植地である現輪西町と区別するため、本当の輪西という意で命名された。

### 沿革
- 1929年（昭和4年）10月16日 - 字名改正により輪西村（大字）の一部が本輪西町（字）となり、輪西村（大字）を廃止[5][8]。
- 1967年（昭和42年）7月1日 - 本輪西町一丁目 - 五丁目新設[5]。
- 1981年（昭和56年）10月1日 - 本輪西町五丁目全域で住居表示実施[9]。

### 町名の変遷
| 実施内容          | 実施年月日                | 実施後         | 実施前 |
| ----------------- | ------------------------- | -------------- | --- |
| 字名改正          | 1929年（昭和4年）10月16日 | 本輪西町（字） | 輪西村（大字）の小字、 ホロワニシ，ホンワニシ，ホンナイ，ヤムクシナイ，コイカクシワニシ，ワニシ，石炭沢，ヲクワニシ，カミシロコタン，ワニシ沢 |
| 町名新設 住居表示 | 1967年（昭和42年）7月1日  | 本輪西町一丁目 | 本輪西町（字）の一部 |
| 町名新設 住居表示 | 1967年（昭和42年）7月1日  | 本輪西町二丁目 | 本輪西町（字），幌萌町（字）の各一部 |
| 町名新設 住居表示 | 1967年（昭和42年）7月1日  | 本輪西町三丁目 | 本輪西町（字）の一部 |
| 町名新設 住居表示 | 1967年（昭和42年）7月1日  | 本輪西町四丁目 | 本輪西町（字）の一部 |
| 町名新設 住居表示 | 1967年（昭和42年）7月1日  | 本輪西町五丁目 | 本輪西町（字）の一部 |

## 世帯数と人口
2023年（令和5年）12月31日現在（室蘭市発表）の世帯数と人口は以下の通りである。
| 町             | 世帯数    | 人口    |
| -------------- | --------- | ------- |
| 本輪西町一丁目 | 40世帯    | 62人    |
| 本輪西町二丁目 | 139世帯   | 235人   |
| 本輪西町三丁目 | 409世帯   | 730人   |
| 本輪西町四丁目 | 287世帯   | 461人   |
| 本輪西町五丁目 | 407世帯   | 690人   |
| 計             | 1,282世帯 | 2,178人 |

### 人口の変遷
国勢調査による人口の推移。
| 1995年（平成7年）  | 4,072人 | [ 11 ] |  |
| 2000年（平成12年） | 3,620人 | [ 12 ] |  |
| 2005年（平成17年） | 3,227人 | [ 13 ] |  |
| 2010年（平成22年） | 2,958人 | [ 14 ] |  |
| 2015年（平成27年） | 2,561人 | [ 15 ] |  |
| 2020年（令和2年）  | 2,240人 | [ 16 ] |  |

### 世帯数の変遷
国勢調査による世帯数の推移。
| 1995年（平成7年）  | 1,623世帯 | [ 11 ] |  |
| 2000年（平成12年） | 1,537世帯 | [ 12 ] |  |
| 2005年（平成17年） | 1,437世帯 | [ 13 ] |  |
| 2010年（平成22年） | 1,343世帯 | [ 14 ] |  |
| 2015年（平成27年） | 1,241世帯 | [ 15 ] |  |
| 2020年（令和2年）  | 1,097世帯 | [ 16 ] |  |

## 学区
市立小・中学校に通う場合、学区は以下の通りとなる。
| 町             | 街区 | 小学校             | 中学校             |
| -------------- | ---- | ------------------ | ------------------ |
| 本輪西町一丁目 | 全域 | 室蘭市立蘭北小学校 | 室蘭市立港北中学校 |
| 本輪西町二丁目 | 全域 | 室蘭市立蘭北小学校 | 室蘭市立港北中学校 |
| 本輪西町三丁目 | 全域 | 室蘭市立蘭北小学校 | 室蘭市立港北中学校 |
| 本輪西町四丁目 | 全域 | 室蘭市立蘭北小学校 | 室蘭市立港北中学校 |
| 本輪西町五丁目 | 全域 | 室蘭市立蘭北小学校 | 室蘭市立港北中学校 |

## 交通

### 鉄道
- JR北海道室蘭本線本輪西駅

### バス
道南バスが路線バスを運行する。

### 道路
- 道央自動車道
  - 町域に出入口はない。本輪西展望所が所在する。
- 国道37号

## 施設

### 役所・公的機関
- 室蘭警察署 本輪西交番

### 公共施設
- 本輪西会館
- すずかけ中央町会会館

### 金融機関
- 本輪西郵便局

### 社会福祉施設
- 港北保育所

### 寺社
- 本輪西八幡神社
- 浄土真宗本願寺派本光寺
- 真宗大谷派即證寺
- 曹洞宗皓聖寺
- 曹洞宗輪蔵山西興寺
- 曹洞宗大安寺

### 公園
- 栗林公園
- 本輪西公園